# Squeeze-out
Der Squeeze-out (deutsch „Hinausdrängen“) ist im Aktienrecht und in der Betriebswirtschaftslehre der Anglizismus für den zwangsweisen Ausschluss von Minderheitsaktionären aus einer Aktiengesellschaft.

## Allgemeines
Minderheit bedeutet, dass der Streubesitz kleiner ist als – je nach Staat – 5 % bis 20 %, während der Rest von einem Hauptaktionär gehalten wird. Jeder Aktionär trifft im Regelfall autonome Kauf- und Verkaufsentscheidungen über seine Aktien. Seine Verkaufsentscheidung kann jedoch dadurch beeinflusst werden, dass ihm außerbörslich vom Hauptaktionär ein höherer Aktienkurs angeboten wird als dem offiziellen Börsenkurs entspricht und der Hauptaktionär die Übertragung der Aktien an sich verlangen kann, um Alleinaktionär zu werden. Dann wird dem Hauptaktionär der gesetzliche Anspruch zugesprochen, die Minderheitsaktionäre durch eine Barabfindung aus der Aktiengesellschaft durch Erwerb der Minderheitsaktien mit dem Ziel zu verdrängen, 100 % der Aktien zu erlangen. Da die Rechtsgrundlagen in den einzelnen Staaten stark differieren, werden sie getrennt dargestellt.

## Squeeze-out in Deutschland
Das deutsche Gesellschaftsrecht kennt drei Formen des Squeeze-out. Der aktienrechtliche Squeeze-out ist in Deutschland durch die §§ 327a – 327f AktG zum 1. Januar 2002 eingeführt worden. Seit dem 14. Juli 2006 ist zudem das Übernahmerichtlinie-Umsetzungsgesetz in Kraft. Durch dieses Gesetz wurde unter anderem mit den §§ 39a bis 39c WpÜG der übernahmerechtliche Squeeze-out eingeführt. Seit dem 15. Juli 2011 gibt es eine weitere Form, nämlich den so genannten verschmelzungsrechtlichen Squeeze-out. Schließlich regelt das Finanzmarktstabilisierungsbeschleunigungsgesetz eine besondere Form des Squeeze-out, die nur der Finanzmarktstabilisierungsfonds durchführen kann, was bisher nur einmal geschehen ist. Bis zum 31. Dezember 2013 sind in Deutschland insgesamt 462 aktien- oder verschmelzungsrechtliche Squeeze-outs durchgeführt worden.

### Der aktienrechtliche Squeeze-out
In Deutschland orientiert sich der Squeeze-out am Eingliederungsvertrag, in dessen unmittelbarer numerischer Reihenfolge er im Januar 2002 in das Aktiengesetz (AktG) eingefügt wurde.

#### Recht des Hauptaktionärs
Wenn ein Aktionär direkt oder über von ihm abhängige Unternehmen mindestens 95 % des Grundkapitals einer Aktiengesellschaft (oder einer Kommanditgesellschaft auf Aktien) hält, hat er grundsätzlich jederzeit, insbesondere auch in der Liquidation der AG, das Recht, die restlichen Aktionäre (auch freie oder Minderheitsaktionäre genannt) gegen Zahlung einer angemessenen Abfindung aus dem Unternehmen zu drängen (nicht jedoch während des übernahmerechtlichen Squeeze-out) und somit einen Börsenabgang zu vollziehen. Einen bestimmten Grund braucht der Hauptaktionär dabei nicht. Die möglichen Gründe sind vielmehr Anlass für die gesetzliche Regelung gewesen. Zu erwähnen ist vor allem die Reduzierung von unverhältnismäßigem Administrationsaufwand und Reibungsverlusten, beispielsweise wegen Anfechtungsklagen von Minderheitsaktionären. Zu beachten ist jedoch, dass ein Squeeze-out nicht immer gegen bereits erhobene Anfechtungsklagen schützt. Dies hat der Bundesgerichtshof in seinem Urteil vom 22. Dezember 2006 unter Aufhebung eines Urteils des Oberlandesgericht Koblenz klargestellt.
Der Vorteil gegenüber der bei der AG ebenfalls möglichen Mehrheitseingliederung besteht darin, dass die Minderheitsaktionäre keine Beteiligung am Hauptaktionär, sondern eine Barabfindung erhalten. Eine weitere Alternative ist die übertragende Auflösung. Diese kann wegen der uneingeschränkten Anfechtungsgefahr aber langwierig werden.
Hauptaktionär kann jede deutsche oder ausländische natürliche oder juristische Person sein. Auch eine BGB-Außengesellschaft kommt in Betracht. Diese muss jedoch selbst Inhaberin der Aktienmehrheit sein. Eine bloße Willensbildungsgesellschaft kommt nicht in Betracht, da sie mangels Aktien nicht Hauptaktionär sein kann. Erwägenswert ist die Gründung einer oHG nach § 105 Abs. 2 HGB. Die eingetragene und damit registergerichtlich geprüfte oHG hat den Anschein der Dauerhaftigkeit für sich.
Zur Berechnung der Mehrheit von 95 % kann auf die Zurechnung gem. § 16 Abs. 2 und 4 AktG zurückgegriffen werden. Problematisch ist der Fall, wenn der Hauptaktionär diese Stellung ausschließlich durch Zurechnung innehat, also selbst keine Aktien hält. Im Gegensatz zum übernahmerechtlichen Squeeze-out kommt es auf die Stimmenmehrheit nicht an. Die notwendige Mehrheit kann erforderlichenfalls durch Kapitalerhöhungen mit Bezugsrechtsausschluss herbeigeführt werden. Eigene Anteile der Gesellschaft sind abzuziehen. Ebenso bleiben bloße Optionen oder Wandelschuldverschreibungen außer Betracht. Genehmigtes Kapital oder bedingte Kapitalerhöhungen kommen erst nach wirksamer Erhöhung und Eintragung zum Zuge. Problematisch kann die Fallkonstellation sein, in der zwischen der Einberufung der Hauptversammlung und der Beschlussfassung Bezugsrechte ausgeübt werden, mit der Folge, dass die 95 %-Mehrheit zum maßgeblichen Zeitpunkt der Hauptversammlung nicht mehr besteht.
Der Bundesgerichtshof (BGH) hat in seinem Urteil vom 16. März 2009 festgehalten, dass die Beschaffung der für einen Squeeze-out notwendigen Kapitalmehrheit von 95 % durch ein Wertpapierdarlehen i. S. d. § 607 BGB keinen Rechtsmissbrauch darstellt und somit nicht zur Nichtigkeit oder Anfechtbarkeit des Übertragungsbeschlusses führt. Es handelt sich selbst dann nicht um einen nichtigen oder anfechtbaren Beschluss, wenn der Darlehensnehmer nicht beabsichtigt, die ihm überlassenen Aktien zu veräußern oder dem Darlehensgeber aus den „verliehenen“ Aktien Vermögensrechte (Dividende, Bezugsrechte) schuldrechtlich zustehen.

#### Abfindung
Das Gesetz sieht nur die Barabfindung vor. Die Gewährung von Anteilen am Hauptaktionär kann mithin nicht verlangt werden. Die Höhe der Barabfindung hat sich an den wirtschaftlichen Verhältnissen des Unternehmens im Zeitpunkt der Beschlussfassung durch die Hauptversammlung zu orientieren. Aus verfassungsrechtlichen Gründen (Eigentumsgarantie, Art. 14 Abs. 1 GG) muss der Verlust der Minderheitsaktionäre voll kompensiert werden. Nur dadurch haben die Regelungen der §§ 327a ff. AktG verfassungsrechtlichen Bestand. Eine gegen die Squeeze-Out-Vorschriften erhobene Verfassungsbeschwerde vor dem Bundesverfassungsgericht hatte keinen Erfolg. Die Abfindung unterliegt vollumfänglich der gerichtlichen Überprüfung nach § 327f AktG in Verbindung mit § 2 SpruchG.
Die wichtigste Bewertungsmethode ist das sogenannte Ertragswertverfahren, wie es etwa auch bei der Mehrheitseingliederung (§ 320b Abs. 1 Satz 3 AktG) angewendet wird. Maßgeblich ist dabei die Prognose über zukünftige (abzuzinsende) Unternehmenserträge. Zunehmend erlangen auch die Verfahren des Discounted Cash-Flow Bedeutung. Andere Verfahren kommen nur im Einzelfall in Betracht. Bei börsennotierten Gesellschaften spielt der Börsenkurs eine große Rolle. Die Unterschreitung des Kurses kommt nur in Ausnahmefällen in Betracht. Zur Vermeidung von missbräuchlichen Kursmanipulationen ist auf den durchschnittlichen Kurs der letzten drei Monate abzustellen (Referenzzeitraum, entspricht jenem des § 5 WpÜG-AV). Die Beeinflussung des Gesellschaftswertes kann auch in zulässiger Weise durch den Hauptaktionär erfolgen. So können eventuell bestehende Unternehmensverträge ggf. gekündigt werden.
Der Abfindungsanspruch entsteht kraft Gesetzes mit der Eintragung des Übertragungsbeschlusses. Die Fälligkeit tritt jedoch erst mit Einreichung der Aktien beim Hauptaktionär oder der Clearingstelle ein. Letzteres ist in der Regel die Bank, welche auch den Abfindungsanspruch absichert. In der Zwischenzeit ist der Anspruch mit 5 % über dem jeweiligen Basiszinssatz (nach § 247 BGB) zu verzinsen (§ 327b Abs. 2 AktG). Die Geltendmachung eines weitergehenden Schadens ist möglich. Gemäß § 327b Abs. 3 AktG hat der Hauptaktionär zur Absicherung des Abfindungsanspruchs bereits vor der Einladung zur Hauptversammlung eine entsprechende Erklärung eines Kreditinstituts einzuholen.

#### Verfahren
Die Anwendung der §§ 327a ff. AktG darf nicht ausgeschlossen sein. Ein Ausschlussgrund findet sich in § 39a Abs. 6 WpÜG. Danach finden die §§ 327a ff. AktG während des übernahmerechtlichen Squeeze-out-Verfahrens (dazu unten, II.) keine Anwendung. Ansonsten bleiben sie unberührt.
Der Hauptaktionär kann in frei gewählter Form den Vorstand der Gesellschaft zur Einleitung des Ausschlussverfahrens auffordern. Bereits vor der Einladung zur entsprechenden Hauptversammlung muss der Abfindungsanspruch besichert sein („Erklärung“ eines Kreditinstituts, § 327b Abs. 3 AktG).
Der Vorstand beruft sodann eine Hauptversammlung ein. Zu beachten sind die Informationspflichten, etwa die Pflichten nach § 26 WpHG zur Ad-hoc-Meldung durch den Vorstand (Vermeidung des Insiderhandels). Die Einberufung der Hauptversammlung richtet sich nach den §§ 121 ff. AktG mit der zusätzlichen Maßgabe des § 327c AktG (Angaben über den Hauptaktionär und die Höhe der Abfindung).
Der Hauptaktionär beantragt bei dem für die Gesellschaft zuständigen Gericht (Landgericht, Kammer für Handelssachen) die Bestellung eines externen Prüfers (Wirtschaftsprüfer oder Wirtschaftsprüfungsgesellschaft). Dieser wird mit der Prüfung der Angemessenheit der Abfindung beauftragt. Der Prüfer hat gegenüber der Gesellschaft das in § 293d Abs. 1 Satz 1 und § 320 AktG vorgesehene Auskunftsrecht. Die Gesellschaft hat alles offenzulegen, was für die Festlegung der Abfindung von Bedeutung ist. Dazu gehören vor allem Unterlagen zur Unternehmensplanung, zu den Bestandteilen des Vermögens und zur Bewertung von Unternehmensrisiken. Die Prüfung wird von dem Hauptaktionär bezahlt. Der durch alle Minderheitsaktionäre in der Form des § 129 BGB erklärte Verzicht auf die externe Prüfung ist möglich.
Der Hauptaktionär kann dem Gericht einen Prüfer vorschlagen und wird dies in der Regel auch tun. Das Gericht ist an den Vorschlag jedoch nicht gebunden. Nimmt das Gericht den Vorschlag an, liegt allein darin noch kein Anfechtungsgrund. Es ist jedoch zu bedenken, dass durch ein solches Vorgehen jedenfalls ein „Verdachtsmoment“ hinzukommt. In Einzelfällen kann es daher geboten sein, von einem Vorschlag abzusehen bzw. dem Gericht etwa lediglich den bisher beauftragten Wirtschaftsprüfer zu nennen.
Der Hauptaktionär hat einen schriftlichen Bericht einzureichen, wenn nicht sämtliche Minderheitsaktionäre in der Form des § 129 BGB darauf verzichten. In dem Bericht sind die Voraussetzungen der Übertragung und die Angemessenheit der Abfindung zu erläutern und zu begründen. § 327c Abs. 2 Satz 4 in Verbindung mit § 293a Abs. 2 AktG sehen vor, dass bestimmte Tatsachen nicht offenbart werden müssen, wenn Nachteile drohen (sog. Schutzklausel). Insoweit ist eine gerichtlich überprüfbare Abwägung zu treffen. Auf die Berichtslücke und die Gründe für diese ist wiederum in dem Bericht hinzuweisen.
Ab Einberufung der Hauptversammlung sind im Geschäftsraum der Gesellschaft folgende Unterlagen auszulegen: Entwurf des Übertragungsbeschlusses, Jahresabschlüsse, Lageberichte (soweit diese zu erstellen sind), Bericht des Hauptaktionärs, Prüfungsbericht zur Abfindung. Abschriften der genannten Unterlagen sind auf Verlangen eines Minderheitsaktionärs diesem kostenlos zuzuschicken. Die Informationen sind einklagbar, ggf. ist der Anspruch im einstweiligen Rechtsschutz „durchsetzbar“. Die Unterlagen sind auch in der Hauptversammlung auszulegen.
Die Übertragung wird auf der Hauptversammlung beschlossen. Der Beschluss muss die Feststellung der Übertragung der Aktien sämtlicher Minderheitsaktionäre auf den Hauptaktionär gegen eine angemessene Abfindung enthalten. Der Hauptaktionär sowie die Höhe der Abfindung sind hinreichend zu bezeichnen, § 327c Abs. 1 AktG. Legitimierende Gründe für den Squeeze-out müssen nicht angegeben werden.
Der Hauptaktionär kann die Hauptversammlung zur Erläuterung des Ausschlussvorhabens nutzen, eine entsprechende Pflicht ist jedoch zu verneinen. Der Vorstand hat den Beschluss bei dem Handelsregister anzumelden. Insoweit bestehen keine Besonderheiten. Zum Anfechtungsverfahren und zum Unbedenklichkeitsbeschluss sogleich unter „Rechtsschutz“.

#### Rechtsschutz der Minderheitsaktionäre beim Squeeze-out
Eine Anfechtungsklage kann nicht auf die Unangemessenheit der Abfindung oder auf § 243 Abs. 2 AktG gestützt werden. Insoweit sind die Minderheitsaktionäre auf das Spruchverfahren verwiesen.
Eine Anfechtung des Hauptversammlungsbeschlusses ist unter dieser Einschränkung im Übrigen nach den allgemeinen Regeln möglich. So können die Aktionäre die Anfechtung auf eine unzureichende Informationsgewährung stützen. Insbesondere kommt eine Anfechtung in Betracht, wenn kein oder nur ein inkorrektes (etwa ein nicht genau beziffertes; nicht: unangemessenes) Abfindungsangebot vorliegt. Eine Anfechtung kommt auch in Betracht, wenn die Ausschließung rechtsmissbräuchlich ist. Die Herausbildung entsprechender Fallgruppen steht insoweit jedoch erst am Anfang.
Eine rechtshängige Anfechtungsklage hindert nicht zwingend die Eintragung, namentlich dann nicht, wenn ein sog. Unbedenklichkeitsbeschluss vorliegt. Dieser ist durch einstweiligen Rechtsschutz nach einer Interessenabwägung zu erlangen und dient der Verhinderung von Nachteilen durch missbräuchliche Anfechtungsklagen. Wird der Squeeze-out-Beschluss später in dem Anfechtungsprozess für nichtig erklärt, so verbleibt den Hinausgedrängten nur ein Schadensersatzanspruch gegen die Aktiengesellschaft.
Die Angemessenheit der Barabfindung kann – nach durchgeführtem Squeeze-out (Eintragung des Übertragungsbeschlusses in das Handelsregister) – im Rahmen eines durch einen ehemaligen Aktionär zu beantragenden Spruchverfahrens nach dem Spruchverfahrensgesetz gerichtlich überprüft werden. Das Spruchverfahren bewirkt keine Registersperre, ein Unbedenklichkeitsbeschluss ist daher insoweit nicht erforderlich.
In der Praxis kommt es nach einem Squeeze-out zumeist zu einem Spruchverfahren. Bei den bis Ende 2013 ins Handelsregister eingetragenen aktien- und verschmelzungsrechtlichen Squeeze-outs sind in fast 86 % der Fälle Spruchverfahren eingeleitet worden.

### Der übernahmerechtliche Squeeze-out
Der übernahmerechtliche Squeeze-out ist im Zuge der Umsetzung der sog. Übernahmeangebots-Richtlinie aus dem Jahr 2004 zum 14. Juli 2006 eingeführt worden. Er ist in den §§ 39a und 39b WpÜG (Wertpapiererwerbs- und Übernahmegesetz) geregelt. Die §§ 39a ff. WpÜG eröffnen dem Bieter eines vorangehenden öffentlichen Übernahmeverfahrens (hier gilt auch der Schwellenwert von 95 % mit der Maßgabe, dass es sich um stimmberechtigtes Grundkapital handeln muss) die Möglichkeit, im engen zeitlichen Zusammenhang mit dem Übernahme- (§§ 29 ff. WpÜG) oder Pflichtangebot (§§ 35 ff. WpÜG) die Übertragung der übrigen stimmberechtigten Aktien zu beantragen. Hält der Bieter zudem 95 % des Grundkapitals, kann er auch die Übertragung der übrigen Aktien beantragen.
Der übernahmerechtliche Squeeze-out ist günstiger, schneller und einfacher als sein gesellschaftsrechtliches Pendant. Insbesondere bedarf es nicht der Durchführung einer Hauptversammlung, vielmehr erfolgt die Übertragung per Gerichtsbeschluss (erstinstanzlich ausschließlich zuständig ist das Landgericht Frankfurt am Main). Entsprechende Aktionärsrechte (Anfechtung) sind daher ausgeschlossen. Es findet keine (zusätzliche) Unternehmensbewertung statt, wenn das Übernahme- oder Pflichtangebot von 90 % der Aktionäre angenommen wurde: in diesem Fall greift die Vermutung, dass die Abfindung aufgrund der Marktakzeptanz angemessen und eine weitere Bewertung entbehrlich ist. Falls die Annahmequote unter 90 % liegt, muss im Regelfall die Höhe der Abfindung durch eine Unternehmensbewertung erfolgen.
Hinsichtlich der Abfindung gibt es die folgende Besonderheit:
Es ist dieselbe Art der Gegenleistung wie beim vorgehenden Angebot nach §§ 29 ff. oder §§ 35 ff. WpÜG, wahlweise Barabfindung anzubieten. Die Angemessenheit der Abfindung wird unwiderleglich vermutet, da sie bereits beim Übernahme- oder Pflichtangebot geprüft wurde, sofern im Rahmen des Übernahme- oder Pflichtangebots dem Mehrheitsaktionär 90 % der vom Angebot betroffenen Aktien angeboten wurden (dagegen wurden verfassungsrechtliche Bedenken vorgebracht).)  Die Höhe der wahlweise zu gewährenden Barabfindung ist nach § 31 Abs. 2 Satz 1 WpÜG in Verbindung mit § 5 WpÜG-AngVO zu ermitteln. Dabei spielt bei börsennotierten Gesellschaften der gewichtete durchschnittliche Aktienkurs (der letzten drei Monate) eine überragende Rolle.
Die ersten durchgeführten Ausschlussverfahren gemäß §§ 39a und 39b WpÜG führten noch nicht zur hinreichenden Klärung vieler offener Fragen zum übernahmerechtlichen Squeeze-Out. Das Landgericht Frankfurt am Main beurteilte 2008 in seinem zweiten Beschluss gemäß §§ 39a und 39b WpÜG die Angemessenheitsvermutung als widerleglich. Auch das Oberlandesgericht Frankfurt am Main als Beschwerdeinstanz entschied in seinem ersten Beschluss zu dieser Frage nicht abschließend über die Rechtsnatur der Vermutungsregelung des § 39a Abs. 3 Satz 3 WpÜG. Es ließ die Frage der Widerleglichkeit der Vermutung bewusst offen gelassen, weil die von den Beschwerdeführern erhobenen Einwendungen ohnehin nicht substantiiert genug gewesen seien. Das angerufene Bundesverfassungsgericht bestätigte die Rechtsauffassung des OLG Frankfurt a. M., die Frage nach der Vermutungsregel als nicht entscheidungserheblich anzusehen, in seinem Nichtannahmebeschluss.

### Der finanzmarktstabilisierungsrechtliche Squeeze-out
Im Zuge der weltweiten Weltfinanzkrise in den Jahren 2008 bis 2009 infolge der Lehmann-Pleite in den USA beschloss der Deutsche Bundestag die Finanzmarktstabilisierungsgesetze zur Stabilisierung des deutschen Finanzmarktes. Diese dienten primär dazu, die Insolvenz der schwer angeschlagenen Immobilienfinanzierungsbank Hypo Real Estate (HRE) zu verhindern, da man Verwerfungen der internationalen Finanzwirtschaft vermeiden wollte, wie sie durch die Insolvenz der US-Bank Lehman Brothers Holdings Inc. verursacht worden waren. Dies trug dem Gesetzgeber den Vorwurf ein, ein nicht verfassungsmäßiges Einzelfallgesetz geschaffen zu haben, das vom Grundgesetz untersagt ist. Dieser Vorwurf bestätigte sich aber nicht.
Der finanzmarktstabilisierungsrechtliche Squeeze-out enthält in § 12 Abs. 4 des Finanzmarktstabilisierungsbeschleunigungsgesetzes Abwandlungen des aktienrechtlichen und übernahmerechtlichen Squeeze-out. Da der Squeeze-out durch den Sonderfonds Finanzmarktstabilisierung (SoFFin), hinter dem zu 100 % die Bundesrepublik Deutschland steht, aber eine besonders schnelle Umsetzung im Krisenfall erforderte, unterscheidet sich dieser fundamental von den bereits bekannten Squeeze-out Formen, da er eine vorgeschaltete Kapitalerhöhung unter Bezugsrechtsausschluss der Altaktionäre bis zu einem Grad zulässt, an dem die Stimmrechte aller weiteren Anteilseigner so weit verwässert werden, dass der Bund mit eigener Mehrheit diesen Squeeze-out beschließen kann. Maßgebliche Schutzmechanismen der Minderheitsaktionäre im Squeeze-out Fall werden ausgehebelt. Durch diese radikalen Maßnahmen kommt der finanzmarktstabilisierungsrechtliche Squeeze-out stark in die Nähe von Squeeze-out Formen in den USA, die unter normalen Umständen in Deutschland nicht möglich wären und nur in einem Krisenfall Anwendung finden.
Durch das Wirtschaftsstabilisierungsfondsgesetz (WStFG) vom 27. März 2020 (kurz nach dem Beginn der COVID-19-Pandemie in Deutschland) wurde das Finanzmarktstabilisierungsbeschleunigungsgesetz (FMStBG) in Wirtschaftsstabilisierungsbeschleunigungsgesetz (WStBG) umbenannt und neu gefasst. Der Squeeze-out nach dem ehemaligen § 12 Abs. 4 FMStBG ist seitdem in § 14 Abs. 4 WStBG geregelt. (siehe auch Liste der infolge der COVID-19-Pandemie erlassenen deutschen Gesetze und Verordnungen)

### Der verschmelzungsrechtliche Squeeze-out
Seit dem 15. Juli 2011 gibt es eine vierte Form, nämlich den sogenannten verschmelzungsrechtlichen Squeeze-out. Hiermit wurden europarechtliche Vorgaben im Umwandlungsgesetz umgesetzt. Mit dem verschmelzungsrechtlichen Squeeze-out wurden auch die Möglichkeiten eines Mehrheitsaktionärs erweitert, die Minderheitsaktionäre gegen Zahlung einer Barabfindung aus einer Gesellschaft auszuschließen. Der Anwendungsbereich des verschmelzungsrechtlichen Squeeze-out ist im Vergleich zum aktienrechtlichen Squeeze-out allerdings eingeschränkt. Über den neu eingefügten § 62 Abs. 5 UmwG kann ein solcher Squeeze-out bereits dann stattfinden, wenn die Muttergesellschaft als Hauptaktionärin 90 % der Anteile der Tochtergesellschaft hält und die Tochtergesellschaft im Anschluss mit der Muttergesellschaft verschmolzen wird. Die bisherigen aktien- oder übernahmerechtlichen Mehrheitserfordernisse bleiben davon unberührt. Zudem müssen für einen verschmelzungsrechtlichen Squeeze-out 90 % der Aktien dem Hauptaktionär selbst gehören. Eine Zurechnung der Aktien, die von abhängigen Unternehmen oder Treuhändern gehalten werden, ist im Gegensatz zum aktien- oder übernahmerechtlichen Squeeze-out nicht möglich. Besitzt der Hauptaktionär noch nicht die zum Squeeze-out erforderliche Aktienmehrheit, muss zuvor eine Übertragung der Aktien auf den Hauptaktionär stattfinden. Die zu verschmelzende Gesellschaft und der Mehrheitsaktionär müssen die Rechtsform einer AG, KGaA oder deutschen SE aufweisen. Die Verschmelzung der Gesellschaft auf den Mehrheitsaktionär muss tatsächlich erfolgen.

#### Nutzen
Der verschmelzungsrechtliche Squeeze-out ist insbesondere dann von Nutzen, wenn dem Mehrheitsaktionär zwischen 90 und 95 % der Aktien an einer Gesellschaft gehören. Dann ermöglicht er den Ausschluss von Minderheitsaktionären, die bewusst eine Beteiligung aufgebaut hatten, um einen Squeeze-out nach den bisherigen Regeln zu verhindern. Dies kommt vor allem in Übernahmesituationen vor. Bisher haben sich die Minderheitsgesellschafter ihre Blockadeposition nur zu einem deutlich über dem Verkehrswert liegenden Preis abkaufen lassen. Dadurch musste der Mehrheitsaktionär sich seine Squeeze-out-Absichten zu einem höheren als dem Marktpreis erkaufen. Es findet keine Zurechnung von Aktien, die eine Tochtergesellschaft des Mehrheitsaktionärs hält, statt. Daher können bestimmte Maßnahmen vor Durchführung eines verschmelzungsrechtlichen Squeeze-out erforderlich sein, etwa ein Rechtsformwechsel in eine AG oder eine Übertragung von Aktien anderer Konzernunternehmen auf den Mehrheitsaktionär, so dass dieser in den Genuss der erforderlichen Kapitalquote kommt.

### Squeeze-Out bei anderen Rechtsformen
Die Squeeze-Out-Vorschriften sind, da sie im AktG stehen, nur für die AG und KGaA anwendbar. Deshalb stellt sich bei Gesellschaften anderer Rechtsform die Frage, ob – soweit rechtlich möglich – die Umwandlung der Rechtsform betrieben werden soll, um die Voraussetzungen für den Ausschluss einer Minderheit zu schaffen. Der Aufwand für eine rechtsformwechselnde Umwandlung einer Gesellschaft, in der dissentierende Minderheiten vorhanden sind, ist jedoch erheblich. Bei Personengesellschaften ist ein einstimmiger Beschluss erforderlich, sofern nicht der Gesellschaftsvertrag eine Mehrheitsentscheidung zulässt. Ferner ist in diesem Zusammenhang das Erfordernis eines Barabfindungsangebots gemäß § 207 UmwG an die Gesellschafter, die gegen den Beschluss Widerspruch zur Niederschrift erklärt haben, zu erwähnen. Die hierfür erforderliche Unternehmensbewertung kann allerdings unter Umständen für die Festlegung des Barabfindungsangebots gemäß § 327b AktG nutzbar gemacht werden. In der Regel werden allerdings bei der Entscheidung über eine Umwandlung in eine AG oder KGaA eine ganze Reihe weiterer Faktoren eine wichtige Rolle spielen, wie beispielsweise steuerliche und mitbestimmungsrechtliche Fragen sowie die besonderen Leitungsstrukturen der Aktiengesellschaft. Eine Umwandlung nur aus dem Grund der Vorbereitung des Ausschlusses von Minderheitsaktionären wird daher wohl die Ausnahme bilden.

## Squeeze out international

### Squeeze-out in der Schweiz
Das Schweizer Gesellschaftsrecht kennt nur zwei Formen des Squeeze-Outs. Einerseits handelt es sich hierbei um den Squeeze-out nach einem öffentlichen Kaufangebot im Sinne des Finanzmarktinfrastrukturgesetzes. Andererseits gibt es den Squeeze-out bei einer Fusion zweier oder mehrerer Gesellschaften im Sinne des am 1. Juli 2004 in Kraft getretenen Fusionsgesetzes.
Nach Art. 8 Abs. 2 FusG in Verbindung mit Art. 18 Abs. 5 FusG können 90 % der Aktionäre der übertragenden Gesellschaft beschließen, dass sie bei der Fusion der Gesellschaft anstatt von Beteiligungsrechten eine Abfindung erhalten. Die Abfindung muss dem wirklichen Wert der Aktien entsprechen. Im Fusionsbericht muss der Fusionsprüfer darlegen, ob die Abfindung vertreterbar ist, wobei jedem Aktionär eine Überprüfungsklage offen steht.
Nach Art. 137 FinfraG kann ein Aktionär, der nach einem öffentlich Kaufangebot gemäß Art. 125 FinfraG zumindest über 98 % der Stimmrechte einer Gesellschaft verfügt, beim Richter binnen drei Monaten Klage auf Kraftloserklärung der übrigen Aktien erheben. Die betreffenden Aktien werden ungültig und neu an den Mehrheitsaktionär emittiert. Dieser hat die „enteigneten“ Aktionäre zu entschädigen.

### Squeeze-out in den USA
Das Gesellschaftsrecht der Vereinigten Staaten ist sehr heterogen, da es jedem Bundesstaat freisteht, ein eigenes Gesellschaftsrecht zu entwickeln. Entsprechend heterogen ist auch der Squeeze-out geregelt.
Diese sind besser bekannt unter der Bezeichnung Freeze-Outs und werden durch die Gesetze der einzelnen Bundesstaaten geregelt, in dem die Aktiengesellschaft ihren Sitz hat, deren Minderheitsaktionäre herausgedrängt werden sollen. In Delaware z. B. erlauben die Gesetze der Muttergesellschaft unter bestimmten Bedingungen, wenn sie mindestens 90 % der Aktien einer Tochtergesellschaft besitzt, ihre Aktien mit der der Tochtergesellschaft zusammenzuführen, dies ist eine spezielle Form des Parent-Subsidiary-Merger (sog. Short Form Merger). Die Zustimmung der Minderheitsaktionäre ist nicht erforderlich. Sie sind lediglich berechtigt, einen angemessenen Ausgleich in bar für ihre Aktien zu erhalten. Im Übrigen ist der größte Unterschied zum deutschen Recht, dass ein Squeeze-out in den USA bereits ab 50 % + 1 Aktie möglich ist und stets eine Transaktion erforderlich ist, um ein Squeeze-out durchzuführen, während es in Deutschland bereits aufgrund Gesetzes stattfindet.

### Squeeze-out im Vereinigten Königreich
Im Vereinigten Königreich ist der übernahmerechtliche Squeeze-out in Section 979–982 des Companies Act 2006 geregelt. Das Minimum zum Starten eines Squeeze-out durch den Mehrheitsaktionär beträgt 90 % der Aktien. Als Besonderheit ist Section 983 des Companies Act 2006 zu erwähnen, der umgekehrt den Minderheitsaktionären das Recht gibt, den Aufkauf ihrer Aktien zu verlangen (Sell-out).

## Sonstiges
Der Squeeze-out führt bei Aktiengesellschaften weltweit zu einem Delisting an den Wertpapierbörsen.